# طوطی عاشق
طوطی عاشق یا طوطی کوتوله برزیلی یا کوتوله برزیلی (نام علمی: Agapornis) نام یک سرده از تیره طوطیان راستین است.

## گونه‌ها
- طوطی برزیلی رخ‌صورتی،  Agapornis roseicollis, (Vieillot, 1818)
- طوطی برزیلی نقابدار،  Agapornis personatus, Reichenow, 1887
- طوطی برزیلی فیشر،  Agapornis fischeri, Reichenow, 1887
- طوطی برزیلی لیلیان،  Agapornis lilianae, Shelley, 1894
- طوطی برزیلی گونه‌سیاه،  Agapornis nigrigenis, W.L. Sclater, 1906
- طوطی برزیلی ماداگاسکار،  Agapornis canus, (Gmelin, 1788)
- طوطی برزیلی آبسینیان،  Agapornis taranta, (Stanley, 1814)
- طوطی برزیلی رخ‌سرخ،  Agapornis pullarius, (Linnaeus, 1758)
- طوطی برزیلی طوق‌سیاه،  Agapornis swindernianus, (Kuhl, 1820)